# Marc Blume
Marc Blume (Alemania, 28 de diciembre de 1973) es un atleta alemán retirado especializado en la prueba de 4 x 100 m, en la que ha conseguido ser medallista de bronce europeo en 2002.

## Carrera deportiva
En el Campeonato Europeo de Atletismo de 2002 ganó la medalla de bronce en los relevos 4 x 100 metros, con un tiempo de 38.88 segundos, llegando a meta tras Ucrania (oro) y Polonia, siendo sus compañeros de equipo: Ronny Ostwald, Alexander Kosenkow y Christian Schacht.